# Vugar Abbasov
Vugar Abbasov (en azerí: Vüqar Zakir oğlu Abbasov; Najicheván, 12 de abril de 1974) es un emprendedor y político azerbaiyano. Él es miembro de la Asamblea Suprema de Najicheván (convocatoria VI), presidente de la Federación de Fútbol de la República Autónoma de Najicheván, presidente de la Junta Directiva de la Confederación de Empresarios. de la República Autónoma de Najicheván, presidente de Cahan Holding.

## Biografía
Vugar Zakir oglu Abbasov nació el 12 de abril de 1974 en la ciudad de Najicheván. Comenzó su primera educación en 1981 en la escuela secundaria número 7 en la ciudad de Najicheván y se graduó en 1991 con un certificado rojo. En el mismo año, fue admitido en la Facultad de Economía de la Universidad Estatal de Najicheván y se graduó con honores en 1996. Durante los años 1998–2001, recibió un diploma rojo en la Facultad de Derecho y Economía de la Universidad Estatal de Najicheván. Posteriormente, en 2001–2006, obtuvo el Diploma Rojo de la Facultad de Derecho de la universidad. En 2008, se convirtió en estudiante de doctorado del Instituto de Economía AMEA y se publicaron más de 10 trabajos científicos en países extranjeros. En 2016 defendió su trabajo científico sobre el Desarrollo del Emprendimiento en la Región y recibió el título científico de Doctor en Filosofía en Ciencias Económicas. Es el fundador y director de Cahan Holding desde 1995.

## Actividad política
En febrero de 2020, fue elegido diputado de la Asamblea Suprema de Najicheván como candidato del Partido Nuevo Azerbaiyán. Como resultado de la votación, Vugar Abbasov fue elegido diputado, obteniendo 3681 votos o el 80,8 por ciento de los votos de su circunscripción. El 18 de enero de 2022, en la reunión electoral y de presentación de informes de la Federación de Fútbol de la República Autónoma de Najicheván, Vugar Abbasov fue elegido presidente de la federación. Reemplazó al exministro de Juventud y Deportes de la República Autónoma de Najicheván, Azad Jabbarov.